# Жак Бонн-Жіго де Бельфон
Жак Бонн-Жіго де Бельфон (фр. Jacques Bonne Gigault de Bellefonds; 1 травня 1698, Бомон-ла-Ронс, Французьке королівство — 20 липня 1746, Париж, Французьке королівство) — французький ієрарх, єпископ Байонни (1735—1741), архієпископ Арля (1741—1746), архієпископ Парижа і герцог де Сен-Клу (1746).

## Життєпис
Народився в замку Монтіфре у місті Бомон-ла-Ронс (20 км на північ від Тура). У 25-річному віці його висвячено на священника.
8 жовтня 1735 призначено єпископом Байонни, однак Рим затвердив на кафедрі лише 27 лютого наступного року. Єпископська хіротонія відбулася 25 березня 1736, хіротонію очолював кардинал де Поліньяк. 20 серпня 1741 де Бельфона обрано архієпископом Арля, 20 грудня того ж року обрання підтвердив Святий Престол.
13 березня 1746 року помер архієпископ Парижа Шарль-Гаспар-Гійом де Вінтіміль дю Люк, а вже наступного дня король Людовик XV призначив паризьким архієпископом де Бельфона. Рим затвердив його на паризькій кафедрі 2 травня того ж року.
На відміну від попередника, який хоч і боровся з янсеністами, але виявляв певну стриманість, оскільки янсеністські суперечки наприкінці XVII — початку XVIII століття внесли істотний розкол у французький клір, де Бельфон виступав непримиренним противником янсеністів. На їхню радість, через кілька тижнів після вступу на кафедру Парижа де Бельфон помер від віспи.
За кілька днів до смерті засудив «Філософські думки» Дені Дідро. Похований у соборі Паризької Богоматері.